# Yuval Naimy
Yuval Naimy, (en hébreu : יובל נעימי), né le 31 août 1985, à Jérusalem, en Israël, est un joueur israélien de basket-ball. Il évolue au poste de meneur.